# Groot Begijnhof

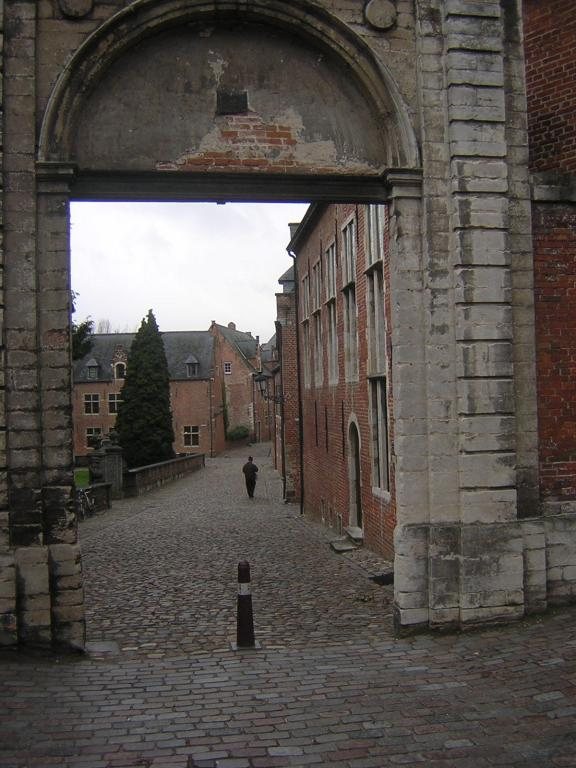
Cancello d'ingresso principale del Groot Begijnhof

Il Groot Begijnhof è un beghinaggio e un quartiere storico che si trova a sud del centro di Lovanio.
Il Groot Begijnhof ha l'aspetto di un piccolo villaggio ed è un susseguirsi di strade, piazze, giardini e parchi, con decine di case e conventi in stile tradizionale in mattoni e arenaria e ha una superficie di circa 3 ettari (7,4 acri) e circa 300 appartamenti in quasi 100 case. Si estende su entrambi i lati del fiume Dyle, che si divide in due canali all'interno del beghinaggio, formando così un'isola. L'intero beghinaggio è di proprietà dell'Università di Lovanio e viene utilizzato come campus, soprattutto per ospitare accademici.

## Storia

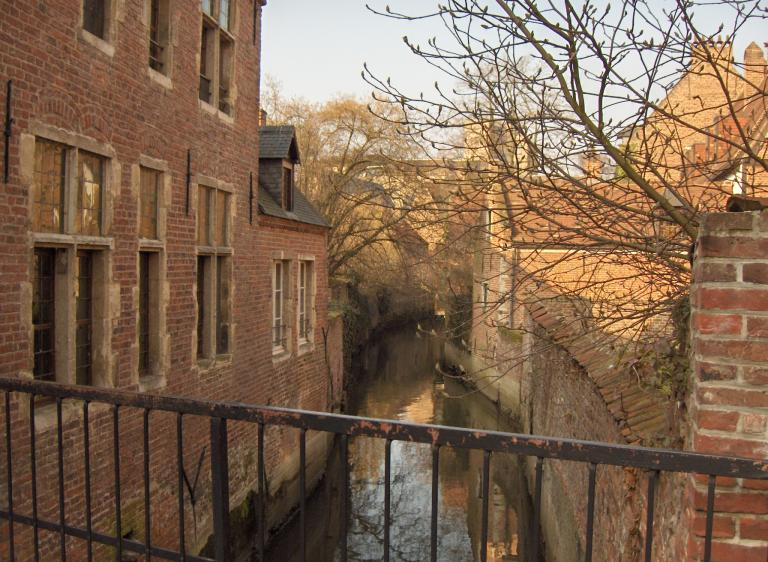
Canale del fiume Dyle

È stato costruito all'inizio del XIII secolo per ospitare una comunità beghine e un'iscrizione latina sulla chiesa menziona il 1234 come data di fondazione, anche se la comunità è presumibilmente più vecchia di qualche decennio. Gli storici locali del XVI secolo, tra cui Justus Lipsius, menzionano il 1205 come data di fondazione.
Come gli altri beghinaggi delle Fiandre, anche quello di Lovanio visse un primo periodo d'oro nel XIII secolo e tempi difficili durante i conflitti religiosi nel XVI secolo. Uno dei sacerdoti di questo beghinaggio era Adriaan Florenszoon Boeyens, tutore spirituale di Carlo V e più tardi conosciuto come Papa Adriano VI.
Dalla fine del XVI secolo, e soprattutto dopo la tregua dei dodici anni del 1621, il beghinaggio conobbe un secondo periodo fiorente, culminato verso l'ultimo quarto del XVII secolo e proseguito poi, seppur in graduale declino, fino all'invasione degli antireligiosi rivoluzionari francesi. Il picco delle presenze si ebbe tra il 1650 e il 1670, quando il numero delle beghine raggiunse le 360 unità. Intorno al 1700, il numero era già sceso a 300, a causa delle guerre (compresa la Guerra dei Nove Anni) e delle malattie. Verso la metà del XVIII secolo il numero delle beghine si ridusse ulteriormente a circa 250.
Dopo l'invasione dei rivoluzionari francesi il Grande beghinaggio non venne venduto come capitò alla maggior parte dei monasteri e delle abbazie, ma le proprietà della comunità vennero confiscate ed assegnate alla locale commissione di assistenza (gli Hospices civils) e riorganizzate come ospizi civili. Le beghine poterono continuare a vivere nelle loro case ma le stanze libere vennero affittate agli anziani e ai poveri. Alcuni ex chierici vivevano della loro pensione obbligatoria nel beghinaggio, tra cui l'ultimo priore dell'Abbazia di Villers-la-Ville.
L'ultimo sacerdote della comunità beghina morì nel 1977 all'età di 107 anni mentre l'ultima beghina morì nel 1988.

## Restauro
Nel 1960 il luogo era in uno stato deplorevole e si era deciso di vendere l'intero complesso ma tra il 1964 e il 1989 il sito venne restaurato dall'Università Cattolica di Lovanio, che lo aveva acquistato nel 1962. Il restauro su larga scala del quartiere avvenne secondo i principi della Carta di Venezia e ha dato un importante impulso alla popolarità dei beghinaggi tanto che nel 1998 i beghinaggi fiamminghi sono stati riconosciuti dall'UNESCO come Patrimonio dell'Umanità.

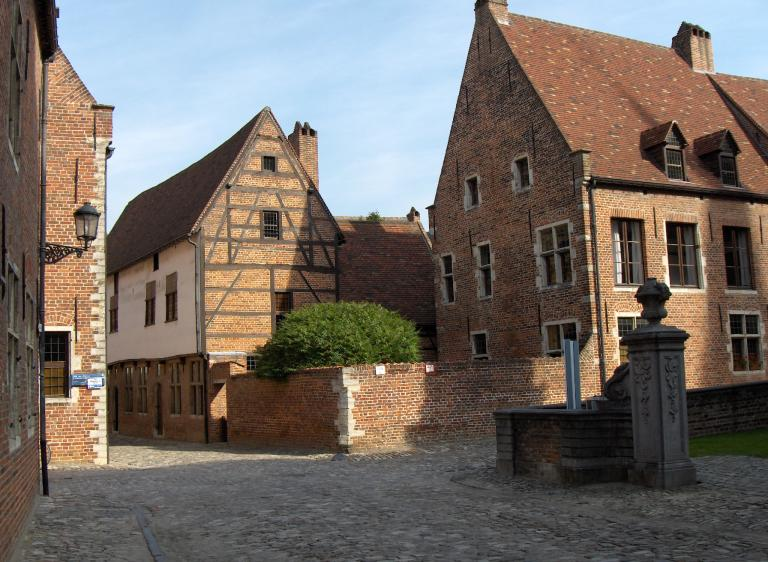
Struttura in legno nel Groot Begijnhof

Il beghinaggio di Lovanio ha l'aspetto di una piccola città a sé stante, con le case disposte lungo una rete di strade strette e piccole piazze, a differenza dei beghinaggi di Bruges e di Amsterdam, dove tutte le case si affacciano su un cortile centrale. L'unico grande giardino, sulla sponda sinistra del fiume, è il risultato della demolizione di alcune case avvenuta nel XIX secolo. Cinque case risalgono al XVI secolo, tre delle quali mostrano ancora la struttura in legno. La casa di Chièvres fu costruita nel 1561, secondo il testamento di Maria van Hamal, vedova di Guglielmo di Croÿ, duca di Aarschot e consigliere negli affari politici dell'imperatore Carlo V. Il caratteristico tetto a tenda con la parte superiore a forma di cipolla, si riferisce alle due torri del castello ducale di Heverlee (oggi noto come castello di Arenberg).
La maggior parte delle case risale al periodo 1630-1670 e sono state costruite secondo l'architettura tradizionale locale, arricchita con alcuni elementi sobri e barocchi. Le facciate presentano mattoni rossi con traverse in arenaria per finestre e porte. Un elemento tipico del beghinaggio di Lovanio sono i numerosi abbaini, spesso elaborati con timpani a gradini e finestre ad arco a tutto sesto. Molte case hanno poche e piccole finestre al piano terra e le case con grandi finestre al piano terra erano nascoste da un ulteriore muro, come avviene ancora in altri beghinaggi.
La chiesa è una basilica del primo gotico con elementi romanici e, come spesso avveniva per gli ordini mendicanti o le congregazioni femminili, non ha torre ma solo una guglia che dal 1998 contiene un piccolo carillon di 16 campane provenienti dal carillon della torre della biblioteca di Lovanio. Nel 2009 sono state aggiunte allo strumento 29 nuove campane e una tastiera a bacchetta per l'esecuzione manuale. L'ingresso nord della chiesa presenta due iscrizioni in latino che indicano gli anni di fondazione del beghinaggio (1234) e della chiesa (1305).